# Sabine Englert
Sabine Englert, née le 27 novembre 1981 à Aschaffenbourg, est une handballeuse allemande, évoluant au poste de gardienne de but.

## Biographie
En 2019, elle est élue meilleure gardienne du championnat du Danemark.

## Club
- Tuspo Obernburg
- TGS Walldorf
- 2000-2003 :  TV Mainzlar
- 2003-2007 :  TSV Bayer 04 Leverkusen
- 2007-2009 :  Hypo Niederösterreich
- depuis 2009 :  FC Midtjylland Håndbold

## Palmarès

### Club
compétitions internationales 
- vainqueur de la coupe Challenge en 2005 (avec TSV Bayer 04 Leverkusen)
- vainqueur de la coupe EHF en 2011 (avec FC Midtjylland)
- vainqueur de la coupe d'Europe des vainqueurs de coupe en 2015 (avec FC Midtjylland)
- finaliste de la Ligue des champions 2008

 compétitions nationales 
- championne du Danemark en 2011, 2013 et 2015 (avec FC Midtjylland)
- vainqueur de la coupe d'Allemagne 2001, 2002 et 2006
- championne d'Autriche en 2008
- vainqueur de la coupe d'Autriche en 2008

### Sélection nationale
championnats du monde 
- troisième du championnat du monde 2007,  France
- 6e place au championnat du monde 2005,  Russie
- 12e place au championnat du monde 2003,  Croatie

championnats d'Europe 
- 4e place au championnat d'Europe 2008,  Macédoine
- 4e place au championnat d'Europe 2006,  Suède
- 5e place au championnat d'Europe 2004,  Hongrie
- 11e place au championnat d'Europe 2002,  Danemark

Jeux olympiques 
- 11e place aux Jeux olympiques 2008 de Pékin,  Chine

autres 
- début en équipe d'Allemagne le 23 mars 2001

### Distinctions individuelles
- élue meilleure gardienne du championnat du Danemark en 2013[3], 2014[4] et 2019[2]